# IBM 1710
EL IBM 1710 fue un sistema de control de procesos introducido por IBM en marzo de 1961. Anteriormente se utilizaron otros controladores más específicos como los 1620 I y 1620 II y otros dispositivos específicos de E/S como conversores A/D(IBM 1711) y 
D/A(IBM 1712) construidos con componentes electrónicos discretos.
El sistema usado en el IBM 1620 tenía varias mejoras, la más destacada fue la adición de un mecanismo básico de interrupción a nivel hardware.
Los usos más destacados fueron en fábricas de papel y refinerías de petróleo.

## IBM 1720
El IBM 1710 fue un proyecto piloto para crear un controlador de procesos en tiempo real basado en el IBM 1620 I.
Sólo se construyeron tres unidades, dos de ellas para refinerías y una tercera para Du Pont, todas instaladas en 1961.
Este llevó al IBM 1710 el sistema de control de procesos a causa de su desarrollo en el mismo periodo de tiempo, siendo este más barato y simple que el IBM 1720.